# Cvetje v jeseni (muzikal)
Cvetje v jeseni je slovenski muzikal po motivih istoimenske povesti Ivana Tavčarja (in filma Matjaža Klopčiča). Velja za prvi izvirni slovenski muzikal. Premierno je bil uprizorjen 17. septembra 2014 v ljubljanskih Križankah kot spremljevalna prireditev takrat že končanega Festivala Ljubljana. Muzikal je 100. uprizoritev doživel 30. januarja 2016 v mengeškem Špas Teatru, 100. ponovitev pa 4. februarja 2016 v Avditoriju Portorož.

## Ustvarjalci
- režiser: Vojko Anzeljc
- skladatelj: Matjaž Vlašič
- orkestrator: Anže Rozman
- avtor libreta in dramskega besedila: Janez Usenik
- glasbeni vodja in dirigent: Simon Dvoršak
- mentorica petja: Željka Predojević
- koreograf: Miha Krušič
- izvršilni producent: Gorazd Slak
- producentka: Miša Stanko Lukašev
- koproducent: Festival Ljubljana
- kostumografinja: Vesna Mirtelj

## Igralska zasedba
| Vloga                | Igralec                                |
| -------------------- | -------------------------------------- |
| Janez                | Matjaž Robavs / Domen Križaj           |
| Meta                 | Nina Pušlar / Maja Martina Merljak     |
| Danijel, hlapec      | Jure Ivanušič                          |
| Liza, dekla          | Alenka Kozolc Gregurić / Ana Grasselli |
| Boštjan, Metin oče   | Marjan Bunič / Damijan Perne           |
| Barbara, Metina mama | Lucija Grm / Nives Mikulin             |
| Mica                 | Nives Mikul / Asja Potisek             |
| Dinca                | Ana Ferme / Maša Tiselj                |
| Marica               | Petra Likar / Antea Mramor             |
| Katinka              | Petra Likar / Antea Mramor             |
| Anžon                | Ambrož Kvartič / Matev Mali            |
| Mlačan               | Klemen Černe / Ambrož Kvartič          |
| Doktor               | Srđan Milovanović / Alen Kofol         |
| Urbel                | Srđan Milovanović / Alen Kofol         |

## Izvirne skladbe
| Skladba                  | Izvajalec                                      |
| ------------------------ | ---------------------------------------------- |
| Kaj je ljubezen?         | Matjaž Robavs z zborom                         |
| Živim ljubezen           | Nina Pušlar                                    |
| Kmet je kralj            | Matjaž Robavs, Marjan Bunič in Jure Ivanušič   |
| Lisica in lisjak         | Matjaž Robavs in Nina Pušlar                   |
| Vse to ljubosumje        | Nina Pušlar in Alenka Kozolc Gregurić z zborom |
| Živim ljubezen – Finale  | Matjaž Robavs in Nina Pušlar                   |
| Ljubim                   | Matjaž Robavs in Nina Pušlar                   |
| Danijelov svet v Ameriki | Jure Ivanušič in Klemen Černe                  |
| Vem                      | Matjaž Robavs z zborom                         |
| Naprej ne znam           | Nina Pušlar z zborom                           |
| Umrla ni                 | Matjaž Robavs z zborom                         |
| Ljubim                   | Maja Martina Merljak                           |

Člani benda:
- klaviature: Aleš Ogrin (Anže Vrabec)
- kitara: Janez Skaza, Damjan Pančur
- bas: Giovanni Toffoloni, Caterina Stanischi
- bobni in vodja benda: Tomi Purich